# Andy Dalton
Andrew Gregory Dalton (Katy, Texas, 29 de outubro de 1987) é um jogador de futebol americano que atua na posição de quarterback pelo Carolina Panthers na National Football League. Dalton jogou futebol americano universitário pela Universidade Texas Christian. Em 2011, foi selecionado pelo Cincinnati Bengals na segunda rodada do Draft da NFL. Também jogou um ano no Dallas Cowboys. Dalton já esteve presente em três Pro Bowls.

## Estatísticas
| Ano      | Tim      | Jogos | Jogos | Passando | Passando | Passando | Passando | Passando | Passando | Passando | Passando | Passando | Correndo | Correndo | Correndo | Correndo | Correndo | Fumbles | Fumbles  |
| Ano      | Tim      | JD    | JT    | Cmp      | Ten      | Pct      | Jardas   | Média    | Lng      | TD       | Int      | Rating   | Ten      | Jardas   | Média    | Lng      | TD       | Fum     | Perdidos |
| -------- | -------- | ----- | ----- | -------- | -------- | -------- | -------- | -------- | -------- | -------- | -------- | -------- | -------- | -------- | -------- | -------- | -------- | ------- | -------- |
| 2011     | CIN      | 16    | 16    | 300      | 518      | 58,1%    | 3 398    | 6,6      | 84       | 20       | 13       | 80,4     | 37       | 152      | 4,1      | 17       | 1        | 4       | 2        |
| 2012     | CIN      | 16    | 16    | 329      | 528      | 64,7%    | 3 669    | 6,9      | 59       | 27       | 16       | 87,4     | 47       | 120      | 2,6      | 17       | 4        | 4       | 4        |
| 2013     | CIN      | 16    | 16    | 363      | 586      | 61,9%    | 4 293    | 7,3      | 82       | 33       | 20       | 88,8     | 61       | 183      | 3,0      | 12       | 2        | 4       | 3        |
| 2014     | CIN      | 16    | 16    | 309      | 481      | 64,2%    | 3 398    | 7,1      | 81       | 19       | 17       | 83,5     | 60       | 169      | 2,8      | 20       | 4        | 3       | 2        |
| 2015     | CIN      | 13    | 13    | 255      | 386      | 66,1%    | 3 250    | 8,4      | 80       | 25       | 7        | 106,2    | 57       | 142      | 2,5      | 12       | 3        | 5       | 2        |
| 2016     | CIN      | 16    | 16    | 364      | 563      | 64,7%    | 4 206    | 7,5      | 86       | 18       | 8        | 91,8     | 46       | 184      | 4,0      | 15       | 4        | 9       | 3        |
| 2017     | CIN      | 16    | 16    | 297      | 496      | 59,9%    | 3 320    | 6,7      | 77       | 25       | 12       | 86,6     | 38       | 99       | 2,6      | 25       | 0        | 4       | 4        |
| 2018     | CIN      | 11    | 11    | 226      | 365      | 61%      | 2 566    | 7,0      | 49       | 21       | 11       | 89,6     | 16       | 99       | 6,2      | 21       | 0        | 1       | 0        |
| 2019     | CIN      | 13    | 13    | 314      | 528      | 59,5%    | 3 494    | 6,6      | 66       | 16       | 14       | 78,3     | 32       | 73       | 2,3      | 17       | 4        | 8       | 4        |
| 2020     | DAL      | 11    | 9     | 216      | 333      | 64,9%    | 2 169    | 6,5      | 70       | 14       | 8        | 87,3     | 28       | 114      | 4,1      | 13       | 0        | 2       | 1        |
| 2021     | CHI      | 8     | 6     | 149      | 236      | 63,1%    | 1 515    | 6,4      | 60       | 8        | 9        | 76,9     | 16       | 76       | 4,8      | 14       | 0        | 1       | 1        |
| 2022     | NO       | 14    | 14    | 252      | 378      | 66,7%    | 2 871    | 7,6      | 64       | 18       | 9        | 95,2     | 30       | 54       | 1,8      | 14       | 0        | 5       | 1        |
| 2023     | CAR      | 3     | 1     | 34       | 58       | 58,6%    | 361      | 6,2      | 47       | 2        | 0        | 88,4     | 3        | 12       | 4,0      | 10       | 0        | 0       | 0        |
| 2024     | CAR      | 6     | 5     | 106      | 160      | 66,3%    | 989      | 6,2      | 39       | 7        | 6        | 82,0     | 11       | 34       | 3,1      | 18       | 0        | 2       | 0        |
| Carreira | Carreira | 175   | 168   | 3 514    | 5 614    | 62,6%    | 39 500   | 7,0      | 86       | 253      | 150      | 87,5     | 482      | 1 511    | 3,1      | 25       | 22       | 52      | 27       |